# Tabapuã (kommun)
Tabapuã är en kommun i Brasilien.   Den ligger i delstaten São Paulo, i den sydöstra delen av landet, 600 km söder om huvudstaden Brasília. Antalet invånare är 11 366.
Följande samhällen finns i Tabapuã:
- Tabapuã

Trakten runt Tabapuã består till största delen av jordbruksmark. Runt Tabapuã är det ganska glesbefolkat, med 28 invånare per kvadratkilometer.